# Hamza D. Ákos
Hamza D. Ákos (Hódmezővásárhely, 1903. szeptember 1. – Jászberény, 1993. május 16.) magyar filmrendező, festő- és szobrászművész.

## Életrajz
Hamza Dezső vasúti hivatalnok és Mezei Róza fiaként született. Gyermekkorát Szolnokon és Erdélyben (Hunyad megyében) töltötte. Mint mondta, mókás kedvükben rokonai folyton azon tanakodtak, hogy a fiuk kun-e, vagy inkább székely.
Festészetet a Magyar Királyi Képzőművészeti Főiskolán tanult. 1924-ben diplomázott rajztanárként. Ezt követően Párizsba utazott, ahol kitanulta a filmkészítés fortélyait, amelyeket idehaza az 1940-es években hasznosított.
1933. december 14-én ott vette feleségül Lehel Ferenc autodidakta művészeti író és Lehel Mária képzőművész leányát, Máriát.
1937-ben néhány barátjával önálló vállalatot alapított Budapesten Hamza Film néven. Első produkciójuk – egyben Hamza első rendezése – 1940-ben került a hazai mozikba.
1944-ben politikai szerepet is vállalt. Bajcsy-Zsilinszky Endrével és családjával baráti kapcsolatot ápolt. 1945-ben kinevezték a Filmszakszervezet elnökévé. Ő lett a MAFIRT gyártási igazgatója is, ám mindeközben a saját filmkölcsönző vállalatát is fenntartotta. 1948-ban rendezte utolsó filmjét Magyarországon. 1949-től Olaszországban és Franciaországban dolgozott.
1953-ban a Maristelle filmvállalat meghívására Brazíliába költözött, ahol folytatta rendezői tevékenységét, de festett és szobrászkodott is, főként kedvtelésből. 1972-ben Bécsben, 1982-ben Torinóban állított ki. 1987-ben látogatott először haza, végleg 1989-ben, amikor a házaspár úgy döntött, Jászberényben telepednek le, ahová Hamza szülei munkájuk révén kerültek.
Egykori lakóházukban működik ma a Hamza Múzeum.

## Filmes pályafutása
Párizsi évei alatt ismerkedett meg – René Clair munkatársaként – az erőteljesen kibontakozó filmművészettel. 1930-ban Hegedűs Tibor rendező munkatársa a Paramount két magyar verziójú filmjénél (Kacagó asszony, Az orvos titka). Közben tanulmányutat tett Olaszországban és Németországban.
1936-ban minden erejével a filmművészet felé fordult. 1937-ben saját gyártóvállalatot alapított, egy évre rá gyártásvezetői munkákat is ellátott. Játékfilmrendezőként 1940-ben Herczeg Ferenc népszerű dzsentritörtének feldolgozásával, a Gyurkovics fiúk című filmmel mutatkozott be.  1944-ig tíz játékfilmet rendezett, köztük néhány később is vihart kavart.
1945-ben a Filmszakszervezet elnöke lett, de hamar lemondott. Gyártási igazgatója volt a MAFIRT-nek, ám saját kölcsönző vállalatát is fenntartotta. Magyarországon utolsó filmjét 1948-ban rendezte.
1949-ben Olaszországban telepedett le. Itt forgatta a Különös találkozás – Strano appuntamento (1950) és A szép arany Tiberisz – Il bell Tevere d'oro (1951) című filmeket.
Brazíliában anyagi okokból csak egyetlen filmje valósult meg (1955-ben), a Ki ölte meg Annabellát? (Quem matou Anabela?) című. Ezt követően több produkcióban is szakmai tanácsadóként vett részt (Pensao de donna Stella; Amazonas; Doutora e muito viva stb.).
São Paulóban telepedett le feleségével, Hamza Lehel Máriával, aki divat- és látványterveket készített, illetve a Dél-Amerikai Magyar Hírlap „Női szemmel” című rovatában közölte írásait.

### Filmográfia
- Az orvos titka (elveszett) (francia film) (1930) rendezőasszisztens
- Kacagó asszony (elveszett) (francia film) (1930) rendezőasszisztens
- Rád bízom a feleségem (1937) gyártásvezető
- Pesti mese (1937) gyártásvezető
- Édes a bosszú (1937) gyártásvezető
- Hotel Kikelet (1937) gyártásvezető
- Háromszázezer pengő az utcán (1937) gyártásvezető
- Az ember néha téved (1937) gyártásvezető
- Döntő pillanat (1938) producer
- Megvédtem egy asszonyt (1938) producer
- A hölgy egy kissé bogaras (1938) producer
- Tiszavirág (1938) gyártásvezető
- Gyimesi vadvirág (1938) producer
- Hazajáró lélek (1940) gyártásvezető
- Rózsafabot (1940) gyártásvezető
- A szerelem nem szégyen (1940) gyártásvezető
- Gyurkovics fiúk (1940) rendező
- Havasi napsütés (1941) gyártásvezető
- Bűnös vagyok (1941) rendező
- Szíriusz (1942) rendező
- Külvárosi őrszoba (1942) rendező, forgatókönyvíró
- Annamária (elveszett) (1942) rendező
- A láp virága (1942) rendező
- Egy szoknya, egy nadrág (1943) rendező
- Ragaszkodom a szerelemhez (1943) rendező, forgatókönyvíró
- Ördöglovas (1943) rendező
- Ez történt Budapesten (1944) rendező
- Szerelmes szívek (1944) társ rendező
- Egy fiúnak a fele (1946) rendező
- Kommunisták Budapestért /választási propagandafilm/ (1946) rendező
- Budapest újra él (1946) rendező /a film elveszett/
- Nous Marchons /francia-izraeli film/ (1946) rendező
- Un giorno nel porto di Genova – Egy nap Genova kikötőjében /olasz film/ (1948) rendező
- Porte di Roma - Róma kapui /olasz útifilm/ (1948)  rendező
- Ponti di Roma - Róma hídjai /olasz útifilm/ (1948) rendező
- Primavera dal Papa - Tavasz a pápánál /olasz film/ (1949) rendező
- Cantoria d'angeli - Angyalok kórusa /olasz rövidfilm/ (1949) rendező, producer
- "Italia" - "Olaszország" /olasz film/ (1950) rendező
- Strano appuntamento - Különös találkozás /olasz film/ (1950) rendező, társ-forgatókönyvíró
- Il Bell Tevere d'Oro - A szép arany Tiberisz /olasz film/ (1951) rendező
- Doutora e muito viva /brazil film/ (19??) művészeti tanácsadó
- Quem matou Anabella? - Ki ölte meg Anabellát? /brazil krimi/ (1955) rendező
- Amazonas /brazil film/ (195?) művészeti tanácsadó
- Pensao de donna Stella /brazil film/ (1956) szüzsé és művészeti tanácsadó

## Képzőművészete
Hamza képzőművészeti életműve ismert részének alkotásai túlnyomórészt Brazíliában születtek. Figurális kompozíciók mellett szín- és térproblémákkal foglalkozó, lírai absztrakt képeket, plasztikákat alkotott. Művészetéhez akkor kerülhetünk közel, ha a képek tartalmát, hangulatát tekintjük hangsúlyosnak a formai elemekkel szemben. Esetében külön lehetne szólni a változatos, tiszta színhatások meghatározó jellegéről, amely a mondanivaló tekintetében kap hangsúlyt, de sok vonatkozásban festészetének hazai indíttatására, keletkezésére is utal. Sajátos művészete egyetlen irányzathoz vagy csoporthoz sem köthető igazán, de nyomot hagyott rajta brazíliai tartózkodása.

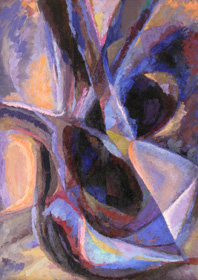
Hamza D. Ákos: Ars poetica (1985)

Hamza első São Pauló-i tárlatát 1955-ben rendezték meg. Ezt követően rendszeresen kiállított Dél-Amerika különböző városaiban, 1972-től visszatért Európa kiállítótermeibe is, bemutatkozott Párizsban, Bécsben, Torinoban, Münchenben. Megkapta a Brazil Képzőművészek Szövetsége elismerését, a Troféu Homenagem-díjat, majd 1986-ban az Aranyérmet (Hora ao Merito).
Első magyarországi kiállítását 1987-ben Jászberényben nyitották meg, majd a Szolnoki Galériában Borbereki-Kovács Zoltán szobrászművésszel közös tárlaton mutatkozott be. 1987-ben Jászberény Város díszpolgárává választották, majd 1988-ban megkapta a Magyar Népköztársaság Csillagrendje kitüntetést. 1989-ben feleségével hazatelepült.
1993. május 16-án Jászberényben hunyt el.

## A Hamza hagyaték, a Hamza Múzeum megszületése

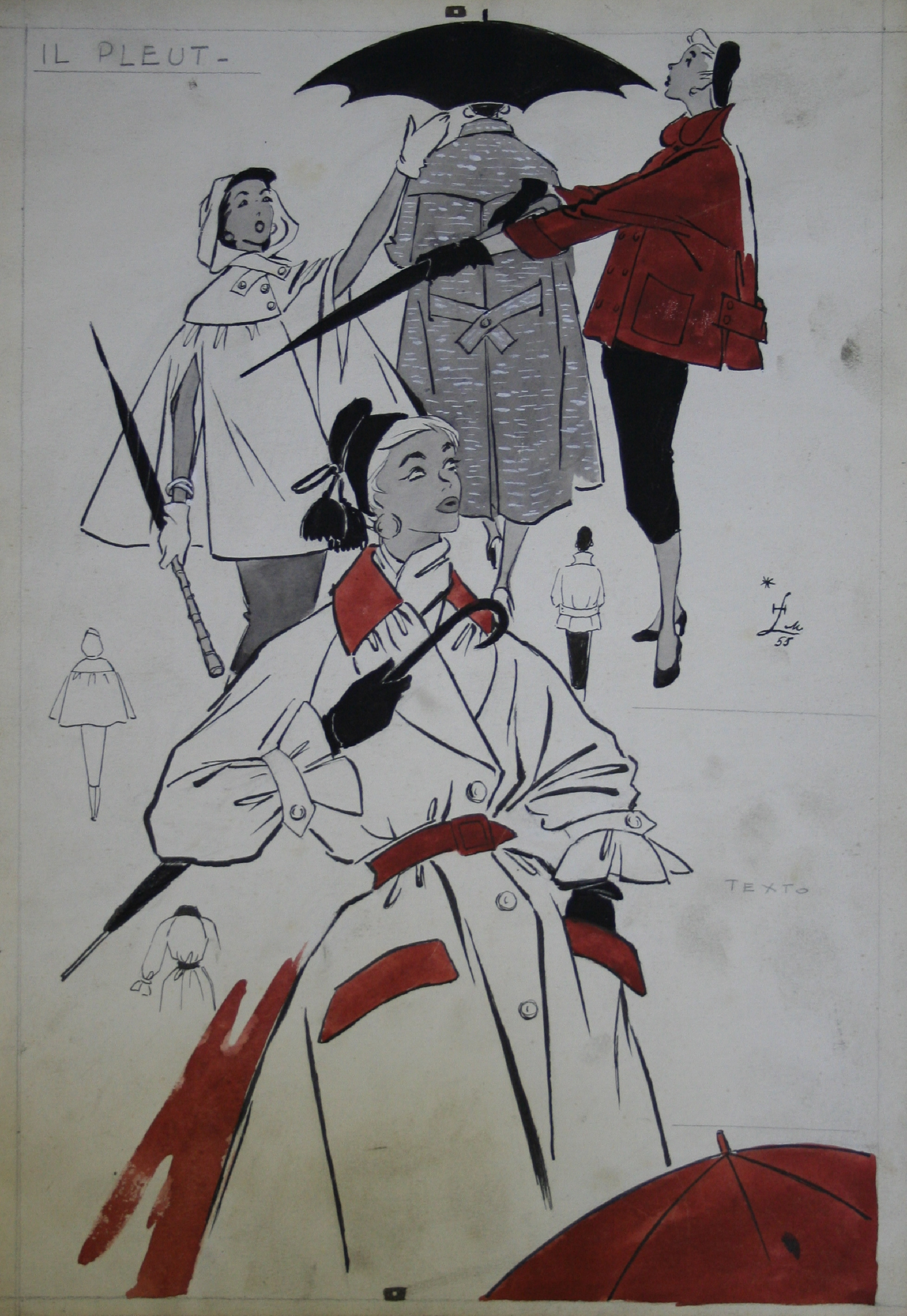
Hamza Lehel Mária divatrajza

Halálát követően megkezdődött a hagyaték múzeummá szervezése, aminek eredményeként 1995-ben nyitotta meg kapuit a Hamza Múzeum. A festészeti életmű legjelentősebb és legjobban feldolgozott, értékelt és bemutatott egysége az az absztrakt, nonfiguratív anyag, amelynek egy válogatása a múzeum állandó kiállításán látható. Hamza mintegy 200 festményt és kilenc szobrot hagyott a Jászságra, amely hagyaték utóbb Jászberényre szállt.
Szintén állandó kiállításon látható Hamza Lehel Mária 1949 és 1965 között készült divatrajzainak egy része.
Az intézmény ma Hamza Gyűjtemény és Jász Galéria néven Hamza D. Ákos művészeti életművének kutatása, feldolgozása, bemutatása mellett a Jászsághoz kötődő képzőművészek útját is igyekszik feltárni, megismertetni.